# Advocacy
Advocacy (deutsch: Befürwortung) bezeichnet in der Politikwissenschaft die öffentliche Einflussnahme auf die Politikgestaltung stellvertretend für ein kollektives Interesse. Von der Interessenvertretung im weiteren Sinn unterscheidet sich Advocacy dadurch, dass nicht ausschließlich oder in erster Linie die eigenen Interessen vertreten werden. Vom Lobbying unterscheidet sich Advocacy durch die strategische Einbeziehung der Öffentlichkeit, d. h. eines nicht spezifizierten und unmittelbar betroffenen Publikums. Der Begriff Advocacy wurde ins Deutsche als „themenanwaltschaftliche Interessenvertretung“ übersetzt.
Advocacy wird meist durch sogenannte Advocacy-Organisationen betrieben, welche Wissen, Beziehungen und materielle Ressourcen einsetzen, um moralischen und politischen Druck zu erzeugen. Margaret E. Keck und Kathryn Sikkink haben vier politische Strategien beschrieben, mit denen Akteure in Advocacy-Netzwerken arbeiten:
1. „Informationspolitik“ (information politics), die Fähigkeit, politisch brauchbare Informationen schnell und glaubwürdig dort hinzubringen, wo sie die größte Wirkung erzeugen,
2. „Symbolpolitik“ (symbolic politics), die Fähigkeit, sich auf Symbole, Aktionen und Geschichten zu berufen, die eine Situation auch für ein entferntes Publikum verständlich machen,
3. „Hebelpolitik“ (leverage politics), die Fähigkeit, mit Macht ausgestattete Akteure einzubeziehen, wenn schwächere Mitglieder des Netzwerks kaum eine Einflusschance haben, sowie
4. „Rechenschaftspolitik“ (accountability politics), worunter der Versuch zu verstehen ist, mit politischer Entscheidungsgewalt ausgestattete Akteure an zuvor formulierte Absichten und Prinzipien zu binden und sie daran zu erinnern, ihr Mandat verantwortungsvoll auszufüllen.[4]

Globale Umweltveränderungen wie die Klimakrise beförderten Debatten um die Neutralität von Forschenden sowie deren Advocacy und Positionierung zu politischen Maßnahmen als Teil der Wissenschaftskommunikation. Dabei deuten erste Studien darauf hin, dass derartiges Engagement zu keinem Glaubwürdigkeitsverlust führe.

## Advocacy im Marketing
Im Marketing bezeichnet Advocacy die öffentliche Einflussnahme von Kunden einer Firma auf andere Kunden zur Stärkung der Kundenbeziehung oder der Neukundengewinnung. Dies erfolgt meist über Mundpropaganda, Weiterempfehlung und Co-Creation-Modelle in der Produktentwicklung. Betroffene Kunden agieren als freiwillige Fürsprecher eines Unternehmens (auch Kunden-Advokaten, Markenbotschafter oder Kunden-Evangelisten genannt). Im Unterschied zum professionellen Influencer-Marketing wird Advocacy im Marketing in der Regel nicht entlohnt.